# Bernardo Pérez Planes
Bernardo Pérez Planes fue un militar argentino que sirvió como teniente gobernador de las Misiones.

## Biografía
Pérez Planes sirvió como oficial de milicias en el ejército de Manuel Belgrano. Finalizada la expedición al Paraguay el 26 de enero de 1811 fue nombrado por Belgrano como subdelegado del departamento de Yapeyú con el grado de capitán.
Tras alejarse Belgrano y relevado en mayo el gobernador Tomás de Rocamora, la provincia de Misiones reducida a sólo 10 pueblos gobernados por el subdelegado Celedonio José del Castillo (departamento de Concepción) y Bernardo Pérez Planes (Yapeyú), ahora subordinados directamente a la Junta.
El 15 de noviembre de 1811 José Gervasio Artigas fue nombrado «Teniente Gobernador Justicia Mayor y Capitán del Departamento de Yapeyú y sus partidos», con residencia en Santo Tomé. Pérez Planes quedó reducido al papel de subdelegado del departamento de Yapeyú. Suspendido en sus funciones por Artigas, fue repuesto ante una solicitud del Triunvirato.
El 16 de agosto de 1812 Elías Galván fue nombrado «Teniente Gobernador de todos los pueblos de Misiones» hasta que el 13 de noviembre fue trasladado como comandante general de la provincia de Entre Ríos, nombrándose para sustituirlo interinamente a Pérez Planes quien fue confirmado en el puesto por el gobierno de las Provincias Unidas del Río de la Plata el 21 de noviembre.
No obstante la influencia creciente de Artigas era denunciada por Pérez Planes: «el Estado fatal de estas Campañas se debía a que se ven en el día llenas de comandantes Generales, Jueces Generales y Capitanes hechos no se por quien; de donde resultan todos los desordenes y Males en la Campaña, estos asesinan, castigan de la forma que les parece levantan estos tumultos que a V.E hago presente».
Finalmente la represión de una insurrección en Yapeyú y la detención de sus líderes, entre quienes se hallaban el cura y el cabildo, seguida de la ejecución de dos de sus miembros, provocó el levatamiento general.
Al igual que Hilarión de la Quintana sostenía que «solo el terror podía servir de específico para cicatrizar las heridas» lo que Pérez Planes justificaba con que «Todo cuerpo es regido de una sola alma: por eso nuestro cuerpo político nacional es regido por un solo gobierno. Quien atenta contra él es un delincuente; es reo; a este la Santa Religión y las leyes lo condenan a que sea separado del conjunto de los hombres buenos y obedientes vasallos de su nación; para separarlo, es de necesidad la muerte».
Pero jaqueado por los constantes levantamientos artiguistas en el territorio y la invasión de Fernando Otorgués fue finalmente derrotado en la batalla de La Cruz, Departamento San Martín, provincia de Corrientes, el 19 de marzo de 1814 por las fuerzas federales al mando de Blas Basualdo y Vicente Matiauda. Tomado prisionero, fue ajusticiado en Belén el día 30 con lo que Misiones pasaría a integrar la Liga de los Pueblos Libres bajo el gobierno de Blas Basualdo.